# Église San Cipriano

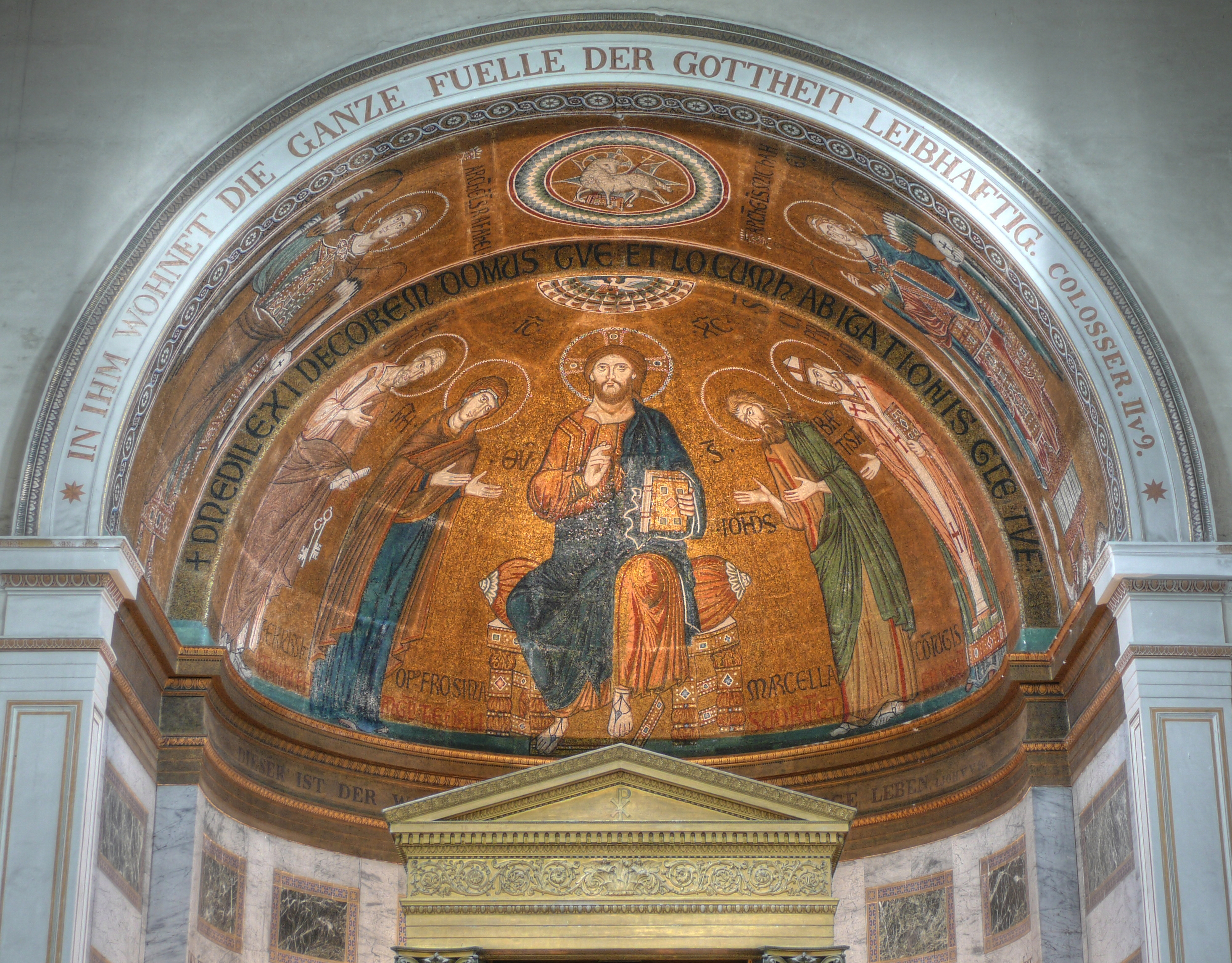

L'église San Cipriano (église Saint-Cyprien) fut une église catholique de Venise, en Italie.

## Localisation
L'église San Cipriano fut située sur le meme îlot de l’église San Pietro Martire à Murano.